# Водни режим биљака
Водни режим или промет воде кроз биљку састоји се из апсорпције (узимања) воде, транспорта и транспирације (одавања вишка воде).

## Примање воде
Водене биљке примају воду читавом површином тела, док копнене то чине преко корена. Узимање воде се врши коренским длакама и то на основу осмозе, тј. дифузије кроз ћелијске мембране.
Компоненте од којих зависи примање воде јесу: осмотски притисак, тургоров притисак, зидни притисак и сила усисавања.
Осмотски притисак је притисак који влада у ћелији као у концентрованом раствору и што је концентрација раствора већа, већи је и осмотски притисак.
Тургоров притисак представља притисак ћелијског садржаја на зид ћелије. Насупрот њему јавља се зидни притисак, који је истог интензитета као и тургор, али је супротног смера, тако да се ова два притиска међусобно поништавају.
Веза између осмотског и зидног притиска је сила усисавања. Она представља разлику осмотског и зидног притиска. Дакле, када је количина воде у ћелији мала, осмотски притисак је врло висок. Тада су тургор и зидни притисак једнаки нули, па је сила усисавања једнака осмотском притиску. Ћелија прима воду и тада тургор расте све док се не изједначи са осмотским притиском, па је тада сила усисавања једнака нули и ћелија престаје да узима воду.

## Транспорт воде
Вода се из корена транспортује у остале делове биљке захваљујући више фактора. Ту спадају: коренов притисак, капиларност, транспирациона сила.
Када вода уђе у ћелије епидермиса корена, она се не задржава дуго већ се, под дејством кореновог притиска, транспортује у дубље слојеве биљке све до спроводних снопића централног цилиндра, и то на тај начин што се ова сила привлачења идући ка центру биљке све више појачава.
Након тога, захваљујући капиларности, вода се пење уз спроводне снопиће. Међутим, капиларност није довољно јака сила да воду одведе до највиших делова биљке. То омогућава тзв. транспирациона сила, која се, како јој и само име каже, јавља на рачун транспирације.

## Транспирација
Транспирација представља одавање вишка воде из биљке у виду водене паре. Она може да буде:
- стоматерна
- лентицеларна
- кутикуларна

Стоматерна транспирација одвија се преко стома, односно стоминог апарата. Овај вид транспирације је најизраженији.
Стомин апарат се, наиме, састоји из ћелија затварачица, ћелија помоћница, стоминог отвора и стомине коморе.
Отварање стома врши се на тај начин што се, након повећања тургора у ћелијама затварачицама, зидови ових ћелија истежу, а нарочито они зидови који су у додиру са ћелијама помоћницама (јер су они врло танки и вискозни), тако да се ћелије шире и потискују мање тургесцентне ћелије помоћнице. На тај начин гасови, а самим тим и водена пара, излазе из биљке. Затварање стома врши се пак након повећања тургора у ћелијама помоћницама тако да се оне тада шире и потискују мање тургесцентне ћелије затварачице. Промена тургора у ћелијама затварачицама и ћелијама помоћницама долази услед повећања силе усисавања, што је последица накупљања осмотски активних материја у њима.
Мање изражен, али такође заступљен вид транспирације је лентицеларна транспирација. Она се одвија у лентицелама, малим квржицама на површини мртве коре вишегодишњих биљака.
Наиме, кроз лентицеле, процесом дифузије, водена пара прелази из веће у мању концентрацију, тј. из биљке у спољашњу средину.

## Фактори који утичу на водни режим биљака
1. Физиолошки фактори
- старост биљне ћелије
- осмотско стање ћелије
- концентрација осмотски активних материја

2. фактори спољашње средине
- температура ваздуха
- влажност ваздуха
- притисак
- концентрација кисеоника у ваздуху
- концентрација угљен-диоксида у ваздуху
- средина у којој биљка живи
- салинитет земљишта
- порозност земљишта
- влажност земљишта
- температура земљишта